# 통나무 혁명
통나무 혁명(크로아티아어: Balvan revolucija)은 1990년 8월 17일 독립 크로아티아 공화국의 세르비아계 크로아티아인 다수 지역에서 일어난 세르비아인 봉기이다. 이 사건으로 인해 작은 여러 충돌을 포함한 1년 간의 긴장 상태가 이루어지게 되었고, 1년 뒤 크로아티아 독립 전쟁이 발발하게 된다.

## 배경
최초의 자유 선거인 1990년 4~5월의 총선에서는 크로아티아 사회주의 공화국 내의 크로아티아인과 세르비아인 사이의 민족 관계가 최대의 정치 화두가 되었다.
브레락 마을의 세르비아인들은 선거를 방해하기 위해 마을에 바리케이드를 설치했다. 크로아티아의 정부가 교체되는 동안, 유고슬라비아 인민군(JNA)은 63 공수 연대를 통해 "일반적 군사 책략"으로 자그레브 국제 공항에 배치되면서 암시적으로 위협을 주었다. 1990년 5월 14일, 크로아티아 내의 유고슬라비아 영토방위군 무기가 육군으로 인계되었고, 슬로베니아와 같이 크로아티아가 영토방위군 무기를 이용하는 것을 막을 수 있게 되었다. 보리사브 조비치에 따르면, 이 작전은 세르비아의 명령으로 이루어졌다. 이 작전은 크로아티아가 국경에서 계속 공개적으로 도전을 해 오는 베오그라드의 압력에 취약하게 만드는 원인이 되었다.
항의의 행동으로, 일부 지역의 세르비아계 크로아티아인 군사가 새로운 크로아티아 정부의 명령을 무시하기 시작하고 1990년대 초 항의에 대한 몇몇 모임 및 대중 집회를 열었다.
1990년 6월 ~ 7월, 크로아티아의 세르비아인 대표는 공개적으로 크로아티아 사회주의 공화국의 사회주의를 때고 공화국이라는 새로운 체재 및 새 국가 상징을 정할려는 새 정부 헌법 개정안을 거부했다. 세르비아인들은 크로아티아의 새로운 문장은 제2차 세계 대전 시기 우스타샤의 상징인 "사호브니차"와 연관되어있다고 공격하기 시작했다.
1990년 여름 크로아티아 정부는 일부 민족주의적인 정책을 취했다. 공식적인 자리에서 키릴 문자의 사용이 금지되었다. 세르비아 역사 교육 및 세르비아 작가, 시인의 교육이 금지되었다. 공공기관의 세르비아인은 새로운 크로아티아 정부에 대한 "충성 맹세"를 해야 공무원이 될 수 있었다. 이를 거절할 경우 즉시 해고되었다. 특히 이러한 정책은 크로아티아 내무부에서 두드러져 실제로 세르비아인 한명이 이와 같은 이유로 체포되었다. 세르비아 지식인들에 대한 압력이 가해지기 시작했다.

## 봉쇄
밀란 바비치와 밀란 마르티치가 이끄는 세르비아 지역 정부 SAO 크닌스카 크라이나는 1990년 8월 독립을 선포했고 크로아티아의 나머지 지역과 달마티아로 이어지는 도로를 봉쇄하기 시작했다. 이과 같은 바리케이드는 대부분 근처 숲에서 벌목한 통나무(log)로 만들어졌기 때문에, 이 혁명의 이름을 통나무 혁명이라고 부른다. 이 독립 주장측은 마르티치가 제공하는 무기로 무장하기 시작했다. 행동을 계획한 이후, 여름동안 달마티아와 이어지는 길을 차단하면서 관광업 비율이 높은 크로아티아는 큰 경제적 충격을 받기 시작했다.
이 반란은 세르비아인들이 "(크로아티아 정부를) 위협하고" "더 많은 문화, 언어, 교육(을 위한 싸움)"이라고 말했다. 세르비아 신문 베체르녜 노보스티(Večernje Novosti)는 "2백만명의 세르비아인들이 크로아티아로 전투를 할 준비를 마쳤다"라고 말했다. 서방 외교관들은 "세르비아 언론이 열정에 불을 붙이고 있다"라고 말했으며, 크로아티아 정부는 "우리는 크로아티아에서 혼란을 막을 시나리오를 알고 있다"라고 언급했다.
통나무 혁명 이후의 전초전으로 1990년 11월 22일~23일 밤, 오브로바크에서 크로아티아 경찰차가 불에 타고 27세의 경찰인 고란 알라바냐(Goran Alavanja)가 총격전에 사망하면서 최초의 경찰 사망자가 발생했다. 이 사건의 범인은 세르비아계 경찰 3명이었으며 소문에 의하면 세르비아 저격수 반군이 총격을 했다고 알려져 있지만 실제로 살인한 사람이 정확히 누구인지는 밝혀지지 않았다.
이전에도 1990년 9월 28일 밤에 페트리냐 근처에서 크로아티아 경찰 요시프 보시체비치(Josip Božićević)가 총격을 받은 사건이 일어났었으며, 유출된 내무부 메모에서는 이 사람을 사망자라고 규정했다.
1990년 12월 21일, 크닌, 벤코바크, 보니치, 오브로바크, 그라차크, 드보르, 흐라바츠카 코스탸니차 지역이 "크라이나 세르비아인 자치주 법령"을 채택했다.
1990년 8월부터 1991년 4월까지 세르비아 반군과 크로아티아 경찰 총 합 200명이 충돌 사건을 겪은 것으로 보고되었다.

## 여파
적대적인 행동의 시작은 1991년 4월 크로아티아 독립 전쟁으로부터 시작되었다.
검찰과의 사전형량조정제도의 일환으로, 2006년 밀란 바비치는 구유고슬라비아 국제형사재판소의 재판 도중에 마르티치에 관해 증언했다. 그는 "통나무 혁명에 동의하며 그를 속였다."라고 말했다. 또한, 그는 전체 기간 중 크로아티아의 전쟁이 "베오그라드가 조종한 마르티치의 책임이다"라고 말했다.

## 같이 보기
- 유고슬라비아 해체
- 스페겔리 테이프

## 참조 문헌
- Kreš, Marija, 편집. (September 2010). “Prilog "Policija u Domovinskom ratu 1990. - 1991."” (PDF). 《Glasilo "Mir, ugled, povjerenje"》 (크로아티아어) (Ministry of Internal Affairs of the Republic of Croatia) (42). ISSN 1846-3444. 2017년 7월 3일에 원본 문서 (PDF)에서 보존된 문서. 2011년 9월 30일에 확인함.